# Gonzalo Garcés
Gonzalo Garcés (Buenos Aires, 1974) es un escritor argentino. Ha escrito sobre la identidad, la relación padre-hijo, el divorcio y la masculinidad y es crítico del feminismo. Ha colaborado en medios como Clarín, El País, Revista Ñ, La Nación, Orsai, Anfibia, entre otros y es columnista del programa de radio Pensándolo bien, conducido por Jorge Fernández Díaz.
En 2000 ganó el premio Premio Biblioteca Breve por su novela Los impacientes.

## Biografía
Estudió Letras Modernas en la Universidad de la Sorbona y Filosofía en la Universidad de Buenos Aires.
En 2000 publicó su segunda novela, Los impacientes, que le valió el Premio Biblioteca Breve de la editorial Seix Barral.
En 2014 publicó Hacete hombre donde reivindica la hombría y critica la interpretación de la historia universal propuesta por el feminismo de la tercera ola, al que considera contrario al verdadero igualitarismo. en el extremo opuesto, fue calificado por Laura Fernández Cordero como un "relato [que] depende de una simplificación extrema de los procesos históricos" y que supone "que en los hechos pasados sólo han actuado los hombres".
Desde el año 2012 reside en Buenos Aires donde dirigió la editorial Galerna hasta el 2020.

## Obra
- 1997 Diciembre. Buenos Aires: Sudamericana ISBN 978-950-0712-75-0
- 2000 Los impacientes. Buenos Aires: Seix Barral ISBN 978-843-2210-64-8.
- 2003 El futuro. Buenos Aires: Grupo Planeta Editorial/Seix Barral ISBN 978-950-7313-54-7
- 2012 El miedo. Buenos Aires: Mondadori ISBN 978-987-6581-32-5
- 2014 Hacete hombre. Buenos Aires: Marea ISBN 978-987-1307-98-2
- 2016 Cómo ser malos. Ensayos sobre literatura. Buenos Aires: Letras del sur ISBN 978-987-4601-15-5
- 2022 El tango de Oscar Wilde. Buenos Aires: Editorial Planeta ISBN: 978-950-49-7925-8
- 2024 El refugiado. Buenos Aires: Seix Barral  ISBN: 978-631-6598-27-1

## Premios
- Premio Biblioteca Breve, 2000.[9]